# Herbert Mutschler
Herbert Mutschler (ur. 7 maja 1960) – niemiecki lekkoatleta specjalizujący się w krótkich biegach sprinterskich.
Największy sukces w karierze odniósł w 1979 w Bydgoszczy, gdzie zdobył złoty medal mistrzostw Europy juniorów w biegu sztafetowym 4 x 100 metrów. W 1982 r. zdobył tytuł mistrza Republiki Federalnej Niemiec w sztafecie 4 x 100 metrów. Po zakończeniu czynnej kariery zajął się działalnością szkoleniową.